# Office national interprofessionnel des plantes à parfum, aromatiques et médicinales

logo de l'Onippam

L' Office national interprofessionnel des plantes à parfum, aromatiques et médicinales (Onippam) est un établissement public industriel et commercial français chargé de gérer le secteur des PPAM (Plantes à Parfum, Aromatiques et Médicinales). 
Cet organisme a été créé en 1983 en application de la loi du 6 octobre 1982 instituant des offices d'intervention dans le secteur agricole. L'Onippam a été intégré au sein de l’Établissement National des Produits de l'Agriculture et de la Mer (FranceAgriMer) au 1er avril 2009 (Décret 2009-340 du 29 mars 2009).
L'Onippam était chargé notamment d'établir des situations de marché de la filière de production, d'accompagner ces filières dans l'adaptation à ces marchés, d'orienter les productions et de promouvoir l'image des PPAM.

## Histoire
À partir de 1983, l’Onippam s’est substitué au Fonds d'Orientation et de Régularisation des Marchés Agricoles (Forma) pour l’ensemble des attributions ayant trait au domaine des PPAM (Plantes à Parfum, Aromatiques et Médicinales). 
L'Onippam a été intégré au sein de l’Établissement national des Produits de l'Agriculture et de la Mer (FranceAgriMer) au 1er avril 2009 (Décret 2009-340 du 29 mars 2009). 
Cet office était implanté, dès sa création, à Volx (Alpes de Haute-Provence). Lors de la fusion des différents offices en 2009, les bureaux ont été maintenus dans cette commune. 

## Fonctions
Connaissance de la production et des marchés
L’Onippam interrogeait régulièrement les opérateurs spécialisés installés dans le secteur (coopératives, groupes de producteurs, négociants, industriels, structures commerciales…) afin d'établir des situations des marchés publiées périodiquement. Ces situations reprenaient les prix observés et analysaient la conjoncture économique. L'Onippam réalisait dans ce cadre des études spécifiques visant à améliorer la connaissance des marchés et de leurs opérateurs.
Adaptation des filières à leurs marchés
Les marchés dans le secteur des PPAM sont très diversifiés aussi bien en termes de volumes qu’en termes de prix. Une des missions de l’ONIPPAM était d’accompagner les actions en faveur de leur régulation.
Les actions soutenues étaient conduites en concertation avec les organisations interprofessionnelles ou les organisations professionnelles à vocation économique ou syndicale.
Ponctuellement l’Office pouvait intervenir sur les marchés en difficulté.
Orientation des productions
L’organisation économique des productions constituait une priorité essentielle de l’office, qui consacrait des moyens à son développement sous diverses formes :
- soutien des actions menées par les groupements de producteurs reconnus et le Comité Économique CEPPARM (devenu CPPARM en 2009) ;
- participation au développement de filières-produits organisées entre groupes de producteurs et entreprises d’aval ;
- aides à l’organisation régionale des filières sur les plans techniques et économiques.

La réduction des coûts de production et l’amélioration de la qualité des produits étaient également soutenus par l'office par le biais d'actions de recherche et d’expérimentation. Celles-ci étaient réalisées par de multiples partenaires de la filière, sous le contrôle ou avec l’appui de l’institut technique ITEIPMAI et/ou du centre expérimental CRIEPPAM. Elles étaient prolongées par des actions de développement qui visaient à moderniser les productions.
Ces programmes de recherche et de développement portaient sur des thèmes classiques en agriculture (sélection, multiplication, technique culturale, mécanisation de la récolte) mais se prolongeaient sur les opérations de première transformation (coupe, distillation, séchage…). Ils portaient aussi sur la conservation génétique des plantes.
L’observatoire scientifique mis en place par l'Onippam était destiné à coordonner des programmes de recherche et à apporter des conseils sur toutes les questions scientifiques qui intéressaient la filière.
L'observatoire économique réalisait une série de missions d’intelligence économique (situation des marchés, typologie de certaines productions, études, recherche et veille économique).
L'office jouait aussi un rôle de promotion de l’image des PPAM et de leurs produits dérivés (huile essentielle, extrait) auprès du grand public ou des professionnels.

## Gestion
L'office était doté d’un conseil de direction composé de représentants des filières concernées (production agricole, coopération, transformation, commerce, salariés et consommateurs) et de représentants des ministères de tutelle. Ce conseil donnait son avis sur les actions qui lui étaient présentées. Le conseil de direction de l’office se prononçait ainsi sur les mesures à conduire telles que : la connaissance des marchés, l’amélioration du fonctionnement des marchés, l’orientation des productions, l’amélioration de la qualité, les projets de recherche/développement, la promotion, ...